# Lyle Moevao
Lyle Moevao (San Diego, Kalifornia, 1987. január 18. –) amerikai amerikaifutball-játékos és -edző, 2025-től az Arizona Wildcats running backjeinek edzőhelyettese. 2008-ban az Oregon State Beavers quarterbackjeként részt vett a Sun Bowlon.

## Játékosként

### Egyetemi
2006 és 2009 között az Oregon State Beavers egyik legsikeresebb quarterbackje, emellett 3410 yardos (3118 méteres) passztávolsággal és 21 touchdownnal a csapat tíz valaha volt legjobb játékosainak egyike volt. 2008-ban elnyerte a Pacific-10 Conference tiszteletdíját. 2009-ben sérülések miatt pályafutása félbeszakadt.

### Profi
2011 januárjában a francia La Courneuve Flash játékosa lett; a június 18-ai mérkőzés legértékesebb játékosának választották.

## Edzőként
2013 áprilisában gyakornokként a Beavers running backjeinek és quarterbackjeinek edzője lett, majd 2015–2016-ban védőjáték-elemzőként alkalmazták. 2017. február 8-án a Lewis & Clark Pioneers passzkoordinátora lett. 2018. november 14-én korábbi edzője, Mike Riley helyetteseként a San Antonio Commanders quarterbackjeinek edzőjévé nevezték ki, majd nem sokkal felvétele után a running backekhez helyezték át.
2020-ban a Northern Colorado Bears védőkoordinátora, 2021 és 2023 között a San Jose State Spartans munkatársa volt először védőkoordinátorként, majd támadójáték-elemzőként.
2024 januárjában az Arizona Wildcats quarterbackjeinek, majd 2025 márciusában running backjeinek edzője lett.

## Fordítás
- Ez a szócikk részben vagy egészben  a   Lyle Moevao című angol Wikipédia-szócikk ezen változatának fordításán alapul.  Az eredeti cikk szerkesztőit annak laptörténete sorolja fel. Ez a jelzés csupán a megfogalmazás eredetét és a szerzői jogokat jelzi, nem szolgál a cikkben szereplő információk forrásmegjelöléseként.